# 高瀬昌弘
高瀬 昌弘（髙瀬昌弘）（たかせ まさひろ、1931年7月22日 - 2019年12月28日）は、日本のテレビ監督、著作家。福岡県出身。

## 経歴
1954年、早稲田大学第一文学部演劇科卒業。同級生に脚本家の上條逸雄、俳優の宇津井健などがいた。同年、東宝撮影所演出部に入社。稲垣浩監督の『宮本武蔵』（1954年）で初めて助監督に付き、以後稲垣浩監督のもとで1965年までの間に20本の助監督を務め、師と仰ぐ。その間に黒澤明監督『隠し砦の三悪人』（1958年）の助監督につき、丸山誠治監督『サラリーマン御意見帖 男の一大事』（1960年）でチーフ助監督に昇進。1965年末、東宝テレビ部へと移籍し、テレビドラマ『青春とはなんだ』第17話「遠い空の果てに」（1966年2月13日放送）で監督デビュー。シリーズ次作の『これが青春だ』でメイン監督になる。以来『でっかい青春』『進め青春』『飛び出せ青春』『われら青春』などの青春学園シリーズを中心的に演出する。その後『太陽にほえろ!』では松田優作の演じるジーパン刑事が初出演した「ジーパン刑事登場」を手がけ、これ以降同番組の中心的な監督として活躍。また『火曜サスペンス』『華麗なる刑事』などの現代劇を手がける一方、時代劇では、八代目松本幸四郎（初代松本白鸚）版の第一話放映となった「血頭の丹兵衛」（1969年10月7日放送）を皮切りに、中村吉右衛門版までの『鬼平犯科帳』を手がけた。また『旗本退屈男』『剣客商売』『おらんだ左近事件帳』『江戸の旋風』シリーズ、『時代劇スペシャル』といった時代劇など多くの作品を手がけた。またドキュメンタリー作品なども一部手がけ、総数500本近いテレビドラマ作品の監督・演出を担当した。
1982年3月までは東宝の契約監督、それ以後はフリーで活動。『鬼平』、『剣客商売』といった松竹京都の作品も担当する様になり、『鬼平』の撮影にあたり、これまで『太陽にほえろ!』や『江戸シリーズ』など高瀬が監督を務めた作品で殺陣師を務めた宇仁貫三を京都に呼び寄せた。
72歳の時に病に倒れ、2002年の『剣客商売』をもって監督生活を引退。晩年は東宝の撮影所や監督、TVドラマの背景、役者の演技などについて、自分の体験や自分の目で見た内容をドキュメンタリータッチに表した歴史資料的価値を織り込んだ書籍の執筆活動をしていた。
2007年1月、脚本・演出を担当した初の舞台『掌一杯の温もり』を東京・内幸町ホールにて上演。出演者は、テレビの青春学園シリーズに出演していた赤塚真人、梅田智子、水沢有美、青木英美と言った面々に加え、角田 美子、大谷玲那、関口昭子といったキャストで実現した。
また、世田谷文学館にて鬼平犯科帳に関する講演を数多く行った。そのつながりで世田谷区内の新聞折り込みやスーパーマーケットで広範で配布されていた小冊子に映画の歴史および監督列伝のコラムを長年執筆していた。
2019年10月に大腿骨骨折による入院をするが、退院を控えた12月末に内臓疾患を発症し、2019年12月28日に89歳の生涯を閉じた。

## 主な助監督作品（東宝）
- 宮本武蔵（1954/9/26 三船敏郎主演 稲垣浩監督 3rd）
- 土曜日の天使（1954/8/24 山口淑子主演 山本嘉次郎監督 4th）
- 密輸船 (1954/12/1 三船敏郎主演 杉江敏男監督 4th)
- 青い果実（1955/11/29 岡田茉莉子主演 青柳信雄監督 3rd）
- 初笑い底抜け旅日記 (1955/1/3 榎本健一主演 青柳信雄監督 3rd)
- 天下泰平（19551/29 三船敏郎主演 杉江敏男監督 3rd）
- 続天下泰平1955/2/20 三船敏郎主演 杉江敏男監督 3rd？)
- 大番頭小番頭（1955/4/3 池部良主演 鈴木英夫 3rd)
- 続宮本武蔵 一乗寺の決闘 (1955/7/12 三船敏郎、鶴田浩二主演 稲垣浩監督 3rd)
- 獣人雪男 (1955/8/14 宝田明主演 本多猪四郎監督 3rd)
- 姿なき目撃者 (1955/9/28 小泉博主演、越路吹雪 日高繁明監督 3rd)
- 愛の決算 （1956/3/28 佐分利信主演 佐分利信 3rd)
- はりきり社長　(1956/7/13 森繁久弥主演、司葉子 渡辺邦男監督 3rd)
- 囚人船 （1956/8/8 三船敏郎主演 稲垣浩監督4th）
- お嬢さん登場 (雪村いづみ主演 山本嘉次郎監督 3rd？）
- 嵐 (1956/10/24笠智衆主演 稲垣浩監督 3rd)
- 天上大風 (1956/11/13 池部良主演 瑞穂春海監督　3rd)
- 狂四郎無頼控 (1956/12/26 鶴田浩二主演 日高繁明監督 3rd?)
- 柳生武芸帖 (1957/4/14 三船敏郎主演 稲垣浩監督 3rd)
- 恐怖の弾痕 (1957/6/26 宝田明主演 白川由美 日高繁明監督 2nd)
- 初恋物語 (1957/9/15 山村聡主演 丸山誠治監督  不明？
- 無法松の一生 (1958/4/22 三船敏郎主演 稲垣浩監督 2nd )
- 隠し砦の三悪人 (1958/12/28 三船敏郎主演 黒澤明監督 3rd )
- 或る剣豪の生涯 (1959/4/28 三船敏郎主演 稲垣浩監督 2nd)
- 日本誕生 (1959/10/25 三船敏郎主演 原節子 司葉子 稲垣浩監督 2nd)
- サラリーマンご意見帖 男の一大事 (1960/2/14 小林桂樹主演 丸山誠治監督 チーフ）
- ふんどし医者 (1960/8/14 森繁久弥主演 稲垣浩監督 2nd)
- 大阪城物語 （1961/1/3 三船敏郎主演 稲垣浩監督 チーフ)
- アワモリ君売り出す (1961/7/30 坂本九主演 古澤憲吾監督 2nd)
- 野盗風の中を走る (1961/11/22 夏木陽介主演 稲垣浩監督 不明）
- ゲンと不動明王 (1961/9/17 千秋実主演 稲垣浩監督 4th）
- どぶろくの辰 (1962/4/29 三船敏郎主演 稲垣浩監督 チーフ)
- 忠臣蔵　花の巻雪の巻 （1962/11/3 松本幸四郎主演 稲垣浩監督 2nd)
- 秘剣 (1963/8/31 市川染五郎主演 稲垣浩監督 チーフ）
- 風林火山 (1963/2/1 三船敏郎主演 稲垣浩監督 チーフ）
- 野良犬作戦 (1963/9/29 佐藤充主演 福田純監督 4th？）
- 士魂魔道 (大竜巻 1963/1/13 市川染五郎主演 稲垣浩監督 チーフ）
- 女に強くなる工夫の数々 (1963/1/15 宝田明、司葉子主演 千葉泰樹監督 不明 )))
- がらくた (1964/8/1 市川染五郎主演　稲垣浩監督 2nd)
- 現代紳士野郎 (1964/11/21 有島一郎主演 丸山誠治監督 チーフ)
- 息子 (1964年 市川染五郎主演 稲垣浩監督 不明)
- 風来忍法帖 (1965/5/16 八方破れ 渥美清主演 川崎徹広監督 無記名)
- 悪の階段 (1965/10/23 山﨑努、西村晃主演 鈴木英夫監督 チーフ)
- 暴れ豪右衛門 (1966/1/15 三船敏郎主演 稲垣浩監督 2nd
- 続風来忍法帖 (1968/5/8 渥美清主演 川崎徹広監督 台本直し案のみ）

## 主な監督作品

### テレビ
- 青春とはなんだ（1966年、日本テレビ）… 12本監督
- これが青春だ（1966年‐1967年、日本テレビ）… 21本監督
- でっかい青春（1967年‐1968年、日本テレビ）… 21本監督
- 進め!青春（1968年、日本テレビ）… 7本監督
- おやじとオレと (黒沢年雄主演)（1968年、日本テレビ）… 7本監督[4]
- 鬼平犯科帳 初代松本白鸚版（1969年‐1970年、NET）… 10本監督
- はまぐり大将（1970年、日本テレビ）… 7本監督
- 旗本退屈男　高橋英樹版（1970年 - 1971年 フジテレビ）… 11本監督
- 人形佐七捕物帖（1971年 NET） … 10本監督
- おらんだ左近事件帖 （1971年 フジテレビ）… 7本監督
- 飛び出せ!青春（1972年‐1973年、日本テレビ）… 21本監督
- 剣客商売（1973年、フジテレビ）… 4本監督
- 太陽にほえろ!（1973年 - 1986年、日本テレビ）…　53本監督
- ダイヤモンド・アイ（1973年 - 1974年、NET）… 11本監督
- われら青春!（1974年、日本テレビ）… 12本監督
- 鞍馬天狗　竹脇無我版（1974年、日本テレビ）…4本監督
- 鬼平犯科帳 丹波哲郎版（1975年 - 1976年、NET） … 6本監督
- 江戸の旋風（1975年 - 1976年、フジテレビ）… 19本監督
- 江戸の旋風II（1976年 - 1977年、フジテレビ）… 20本監督
- いろはの"い"（1976年、日本テレビ）… 4本監督
- 華麗なる刑事（1977年、フジテレビ）… 3本監督
- 江戸の旋風III（1977年、フジテレビ）… 16本監督
- 江戸の渦潮（1978年、フジテレビ）… 10本監督
- 江戸の旋風IV（1978年、フジテレビ） … 8本監督
- 江戸の激斗（1979年、フジテレビ）…10本監督
- 新・江戸の旋風（1979年 -1980年、フジテレビ）… 12本監督
- 伝七捕物帳（1979年、テレビ朝日）… 2本監督
- 西遊記II（1979年、日本テレビ）　… 1本監督
- 猿飛佐助（1980年、日本テレビ）　… 3本監督
- 鬼平犯科帳 萬屋錦之介版（1981年 - 1982年、テレビ朝日） … 20本監督
- 江戸の朝焼け（1980年 - 1981年、フジテレビ） … 6本監督
- 旅がらす事件帖（1980年 - 1981年 フジテレビ） … 2本監督
- 江戸の用心棒（1981年 フジテレビ）　… 4本監督
- 時代劇スペシャル「愛妻武士道」（1981年 フジテレビ）
- 幻之介世直し帖 （1981年 日本テレビ） … 2本監督
- 柳生新影流 （1982年 テレビ東京） … 1本監督
- 右門捕物帖(1982年-1983年)（1982年 日本テレビ） … 2本監督
- 時代劇スペシャル「お庭番秘聞 暗殺者」（1983年 フジテレビ）
- 時代劇スペシャル「奉行暗殺始末」（1983年 フジテレビ）
- 胸さわぎの放課後 （1983年 フジテレビ）
- 時代劇スペシャル「暗殺者の神話」 (1984年 フジテレビ)
- ニュードキュメンタリードラマ昭和 松本清張事件にせまる 第8回「首相の犯罪 石田検事怪死事件」（1984年、テレビ朝日）
- 流れ星佐吉（1984年 フジテレビ） … 2本監督
- 暴れ九庵（1984年 - 1985年、フジテレビ）… 7本監督
- 宮本武蔵 （1984年 テレビ東京）
- 続宮本武蔵（1984年 テレビ東京）
- 火曜サスペンス劇場「白昼の囚人」（1984年 日本テレビ）
- 誇りの報酬（1986年、日本テレビ）… 4本監督
- 金曜女のドラマスペシャル「現場存在証明」(1986年　フジテレビ)
- 太陽にほえろ! パート2（1986年、日本テレビ）…　2本監督
- 火曜サスペンス劇場「女教師」（1987年 日本テレビ）
- 火曜サスペンス劇場「盲目のピアニスト」(1987年 日本テレビ）
- 銭形平次（風間杜夫版）(1987年 日本テレビ) … 2本監督
- 太陽の犬(1988年 日本テレビ) … 3本監督
- 火曜サスペンス劇場「あぶない絵」（1988年 日本テレビ）
- 鬼平犯科帳 中村吉右衛門版（1989年 - 1998年、フジテレビ）・・・ 43本監督
- 火曜サスペンス劇場「誕生石」（1990年 日本テレビ）
- 月曜ドラマランド「ハワイからアロハ」（1990年 フジテレビ）
- 付き馬屋おえん事件帳（1989年 - 1992年、テレビ東京） … 7本監督
- 月影兵庫あばれ旅（1990年 テレビ東京）　… 2本監督
- 江戸中町奉行所（1991年 - 1992年、テレビ東京） … 6本監督
- 12時間ドラマ次郎長三国志(第6部)「血煙荒神山」（1990年 テレビ東京）
- 死刑台の女 （1991年） … 1本監督
- 幕府お耳役 檜十三郎　（1991年 テレビ東京）　…2本監督
- ドキュメンタリー劇場「ノーサイド」（1991年 テレビ東京）
- 天下の副将軍水戸光圀 徳川御三家の激闘（第5部）（第6部）（1992年 テレビ東京）
- 時代劇スペシャル「“狐臣”お命守り申し候」（1992年 フジテレビ）
- ドキュメンタリー劇場「百円ラーメンのおばちゃん」（1992年 テレビ東京）
- ドキュメンタリー劇場「五十八才女性野球審判の青春」（1994年 テレビ東京）
- 御家人斬九郎　（1996年 フジテレビ） …1本監督
- 剣客商売 藤田まこと版（2002年　フジテレビ） … 2本監督

### 映画
- 飛び出せ!青春（1973年3月17日、テアトル・プロ制作＝東宝配給）
- 神州小劍俠（1989年、廣西電影製片廠＝富士映像） - 共同監督：鹿村泰祥、羅渝中。日本未公開。[6]
- 億万長者になった男。（1994年）

## 著書
- 『八っちゃんの撮影所人生』（フィルムアート社、1998年２月25日）ISBN 4-8459-9877-7
- 編著『日本個性派俳優列伝II 巨優 上田吉二郎』（ワイズ出版、1998年7月25日） ISBN 4-948735-88-4
- 『我が心の稲垣浩』（ワイズ出版、2000年8 月15日）　ISBN 4-89830-036-7
- 『東京砧撮影所物語 三船敏郎の時代』（東宝、2003年1月15日）ISBN 4-924609-82-X
- 『鬼平犯科帳人情咄 私と「長谷川平蔵」の30年』（文藝春秋、2004年11月19日）ISBN 978-4-16-765683-6
- 『東宝監督群像 砧の青春』（東宝、2005年10月1日）ISBN 4-924609-92-7
- 『昭和千本のドラマたち』（廣済堂出版、2007年11月15日）ISBN 978-4-331-51242-5